# Зуми
Зуми (груз. ზუმი) — село в Грузии, на территории Чхороцкуского муниципалитета края (мхаре) Самегрело-Верхняя Сванетия.

## География
Село находится в западной части Грузии, на правом берегу реки Хобисцкали, на расстоянии приблизительно 6 километров (по прямой) к северу от города Чхороцку, административного центра муниципалитета. Абсолютная высота — 238 метров над уровнем моря.

## Население
По результатам официальной переписи населения 2014 года в Зуми проживало 995 человек (480 мужчин и 515 женщин). В национальной структуре населения грузины составляли 100 %.
| Год  | Население, человек |
| ---- | ------------------ |
| 2002 | 1548               |
| 2014 | ↘ 995              |